# Carl Reinecke

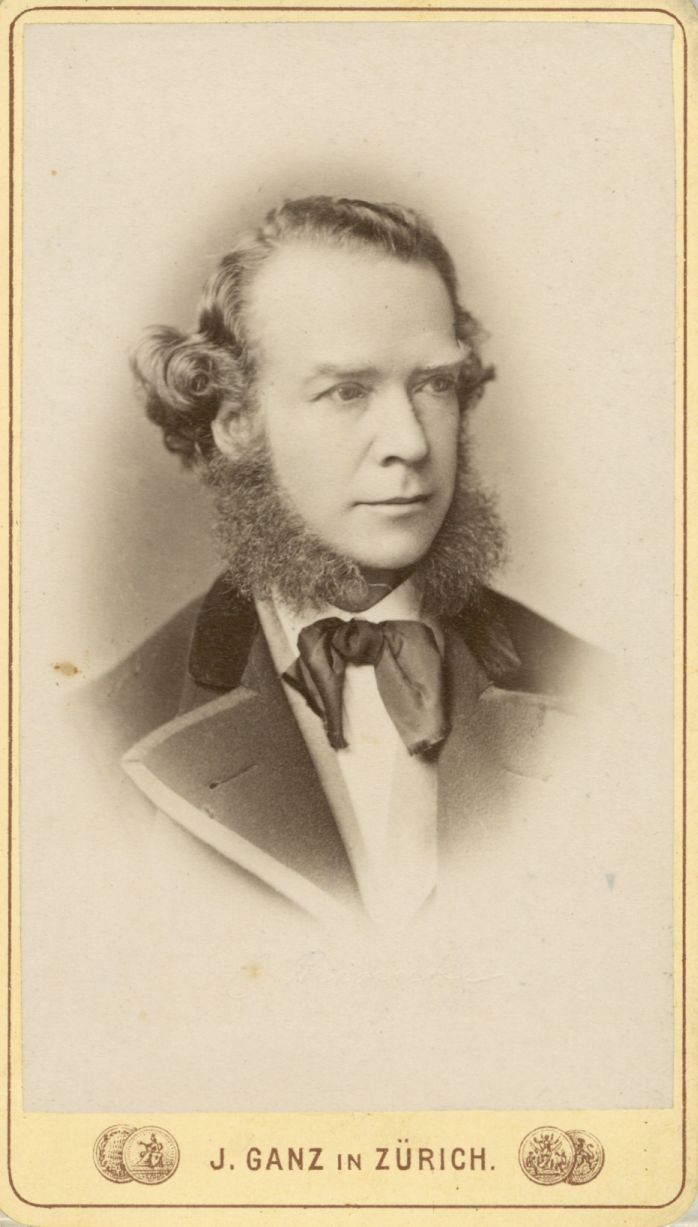
Carl Reinecke

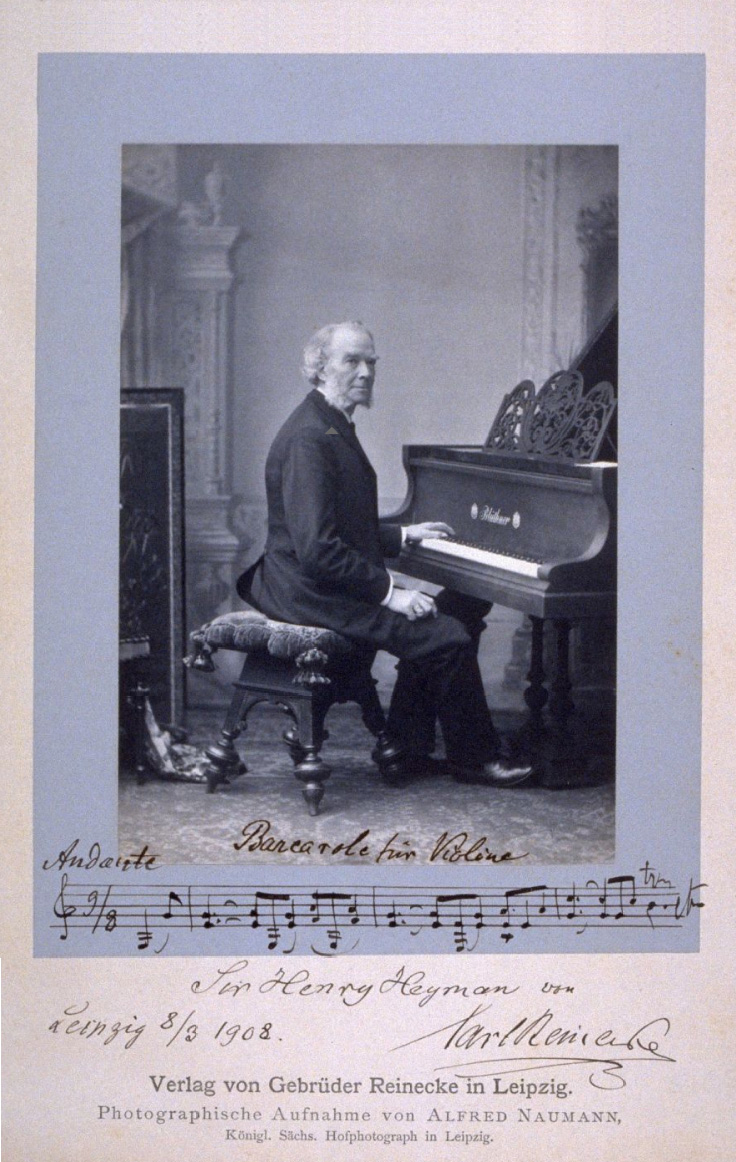
Carl Reinecke przy fortepianie
(fot. Alfred Naumann, 1893)

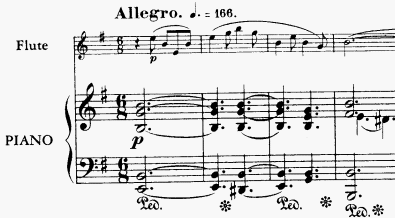
Temat z sonaty Undine

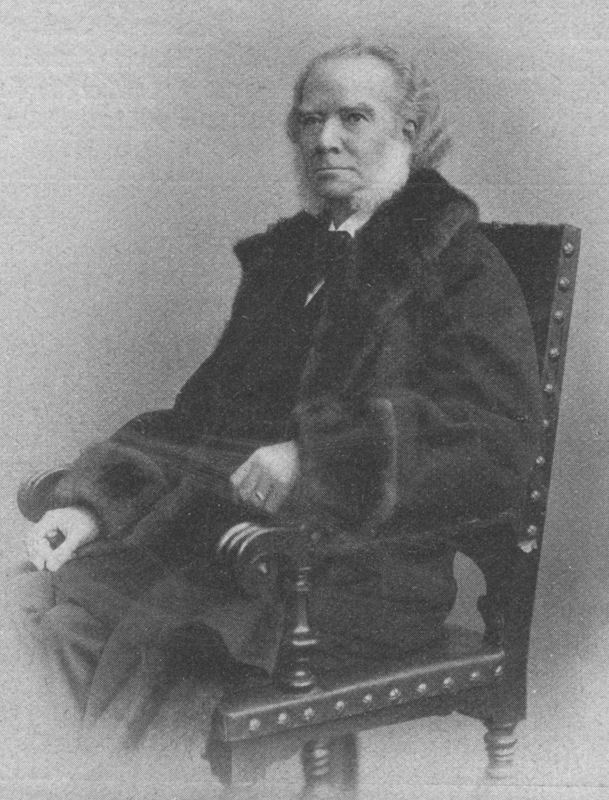
Carl Reinecke (1902)

Carl Reinecke (ur. 23 czerwca 1824 w Altonie, zm. 10 marca 1910 w Lipsku) – niemiecki kompozytor, pianista, dyrygent i pedagog.

## Życiorys
Był bardzo uzdolnionym muzycznie dzieckiem. Solidne podstawy muzyki i techniki gry na fortepianie dał mu ojciec, Johan Peter Rudolph Reinecke, który był uznanym teoretykiem muzyki i autorem kilku podręczników . Carl zaczął komponować w wieku siedmiu lat, a mając 12 lat zadebiutował publicznie .
W 1843 wyruszył w swoją pierwszą trasę koncertową po Danii i Szwecji. Następnie studiował w Lipsku pod kierunkiem Felixa Mendelssohna, Roberta Schumanna i Ferenca Liszta. Od 1845 podróżował po północnej Europie, odwiedził m.in. Gdańsk i Rygę . W latach 1846–1848 był pianistą na dworze króla duńskiego Chrystiana VIII Oldenburga .
W 1851 przeniósł się do Kolonii, gdzie wykładał kontrapunkt i fortepian w tamtejszym konserwatorium . Poza nauczaniem również koncertował, w Kolonii – wspólnie z Ferdinandem Hillerem, z którego rekomendacji został w 1854 dyrygentem Towarzystwa Koncertowego w Barmen. W 1859 przez 10 miesięcy kierował Akademią Śpiewaczą we Wrocławiu  i uczył w tamtejszym Królewskim Akademickim Instytucie Muzyki Kościelnej.
Od 1860 wykładał kompozycję w konserwatorium w Lipsku, a w 1897 został jego dyrektorem. Dzięki zaproszeniu do współpracy zdolnych wykładowców, podzielających jego konserwatywne poglądy, a także dzięki poprawie wyposażenia konserwatorium i jego programu nauczania, Reincke przekształcił tę uczelnię w jedną z najbardziej renomowanych w Europie . Wśród jego studentów byli tacy słynni muzycy, jak: Edvard Grieg, Hugo Riemann, Christian Sinding, Johan Svendsen, Arthur Sullivan, Felix Weingartner, Charles Villiers Stanford, Max Bruch, Mykoła Łysenko, Sveinbjörn Sveinbjörnsson, Leoš Janáček, Karl Muck, Julián Carrillo, Sigfrid Karg-Elert i inni. W Lipsku Reinecke był także dyrygentem Orkiestry Gewandhaus (1860–1895) .
Od 1875 był członkiem Berlińskiej Akademii Sztuki, w 1884 otrzymał tytuł doctora honoris causa, a rok później został profesorem . 1902 przeszedł na emeryturę, aczkolwiek swoją pracę twórczą kontynuował aż do śmierci .

## Twórczość
Jego kompozycje obejmują niemal wszystkie formy muzyczne uprawiane w jego czasach. Najbardziej znany był z licznych utworów fortepianowych, zwłaszcza ćwiczeń dla młodych pianistów i sonat, które ze względu na swoją melodyjność i pomysłowość były bardzo popularne (np. sonata Undine na flet i fortepian). Był także mistrzem tzw. „Hausmusik” – prostych form instrumentalnych, przeznaczonych do koncertowania domowego, chętnie uprawianego pod koniec XIX w. 
W muzyce Reineckego są widoczne wyraźne wpływy melodyczne Mendelssohna, chociaż stylistycznie był bliższy Schumannowi. Zaś jego muzyka kameralna, zwłaszcza w późniejszym okresie, jest niemal równie dystyngowana, majestatyczna i zróżnicowana w formie jak muzyka Brahmsa .
Z utworów koncertowych, doskonale oddających przyjemną melodyjność kompozycji Reineckego i miłą dla ucha orkiestrację, największy sukces odniosły koncerty na flet i na harfę oraz pierwszy i trzeci koncert fortepianowy. Odchodził w nich od wirtuozowskiej maniery wykonawczej wielkich solistów na rzecz konserwatywnej techniki klasycznej .
Jego opery nie odniosły sukcesu, w przeciwieństwie do sześciu muzycznych baśni, skomponowanych w stylu ludowym i częściowo opartych ma jego własnych tekstach literackich, pisanych pod pseudonimem Heinrich Carsten. Reinecke był także poetą, eseistą i malarzem .

## Wybrane kompozycje[1][6]

### Utwory sceniczne i wokalne
- Der vierjährige Posten, operetka, op. 45, 1855
- König Manfred, opera, op. 93, 1867
- Ein Abenteuer Händels[b], śpiewogra, op. 104, 1874
- Glückskind und Pechvogel, opera baśniowa (dla dzieci), op. 117, 1883
- Auf hohen Befehl, opera komiczna, op. 184, 1886
- Der Gouverneur von Tours, opera komiczna, 1891
- muzyka sceniczna do Wilhelma Tella Schillera, op. 102, 1871
- 6 baśni muzycznych, m.in.:
  - Schneewittchen, tekst: W. te Grove, op.133, 1874
  - Dornröschen, tekst: Heinrich Carsten[c], op.139, 1876
  - Aschenbrödel, tekst: Heinrich Carsten, op.150, 1878
- Belsazar, oratorium, tekst: Friedrich Röber, op.73, 1865
- Hakon Jarl. kantata, tekst: Heinrich Carsten, op.142, 1877

oraz liczne utwory chóralne i pieśni

### Utwory orkiestrowe
- I symfonia A-dur, op. 79, 1858
- II symfonia c-moll, op. 134, 1874
- III symfonia g-moll, op. 227, 1895
- I koncert fortepianowy fis-moll, op. 72, 1860
- II koncert fortepianowy e-moll, op. 120,  1872
- III koncert fortepianowy C-dur, op. 144, 1877
- IV koncert fortepianowy h-moll, op. 254, 1900
- Koncert wiolonczelowy d-moll, op. 82, 1864
- Koncert skrzypcowy g-moll, op. 141, 1876
- Koncert na harfę e-moll, op. 182, 1884
- Koncert na flet D-dur, op. 283, 1908
- Marsz żałobny na śmierć cesarza Wilhelma I, op. 200, ok. 1890
- Ballada na flet i orkiestrę d-moll, op. 288, 1908
- 9 uwertur, m.in.:
  - Dame Kobold, op.51, ok. 1857
  - Alladin, op.70, ok. 1865
  - Friedensfeier, op.105, 1871
  - Fest-Ouvertüre, op.148, 1878
  - Zur Jubelfeier, op.166, 1882
  - Zenobia, op.193, 1887

### Utwory kameralne
- Trio fortepianowe D-dur, op. 38, ok. 1854
- Trio fortepianowe a-moll, op. 188, 1886
- Trio fortepianowe C-dur, op. 230, ok. 1895
- Trio fortepianowe B-dur, op. 274, ok. 1905
- Trio smyczkowe Es-dur, op. 249, ok. 1898
- Kwartet fortepianowy D-dur, op. 272, 1904
- Kwartet smyczkowy Es-dur, op. 16, ok. 1850
- Kwartet smyczkowy F-dur, op. 30, ok. 1852
- Kwartet smyczkowy C-dur, op. 132, 1874
- Kwartet smyczkowy D-dur, op. 211, 1891
- Kwartet smyczkowy g-moll, op. 287, ok. 1891
- Kwintet fortepianowy A-dur, op. 83, 1866
- Sekstet na instrumenty dęte drewniane B-dur, op. 271, ok. 1905
- Oktet na instrumenty dęte drewniane B-dur, op. 216, ok. 1892
- Sonata D-dur na skrzypce i fortepian, op. 116, 1872
- Serenada g-moll na instrumenty smyczkowe, op. 242, ok. 1898
- Sonata Udine e-moll na flet i fortepian, op. 167, ok. 1882
- Sonata e-moll na skrzypce i fortepian, op. 116, ok. 1872
- I sonata a-moll na wiolonczelę i fortepian, op. 42, ok. 1857
- II sonata G-dur na wiolonczelę i fortepian, op. 238, ok. 1896
- III sonata D-dur na wiolonczelę i fortepian, op. 89, ok. 1866

### utwory fortepianowe
- Sonata fortepianowa c-moll na lewą rękę, op. 179, 1889
- Sonata G-dur na 2 fortepiany, op. 275, 1906
- Sonata C-dur na 2 fortepiany, op. 275, 1906
- 3 sonatiny na skrzypce i fortepian, op. 108, ok. 1873

oraz liczne inne sonaty, sonatiny, wariacje na tematy Bacha, Händla, Glucka i innych, utwory na 4 ręce, utwory organowe, hymny, kadencje do koncertów Mozarta i innych kompozytorów.